# Уральский университет — Уральский институт экономики, управления и права
Уральский университет — Уральский институт экономики, управления и права (УрУ-УИЭУиП) — бывшее частное высшее учебное заведение в г. Екатеринбурге.
Уральский Университет  — Уральский институт экономики, управления и права не прошёл процедуру государственной аккредитации на соответствие требований федеральным государственным образовательным стандартам.

## Ректоры
- С 1993 года по 2000 год — Демьян Николаевич Бахрах;
- С 2000 года по 2006 год — Дарья Владимировна Нестерова;
- С 2006 года по 2017 год — Али Мамедович  Задов.

## Структура
- Юридический разряд;
- Разряд экономики и управления.